# Harry Hall

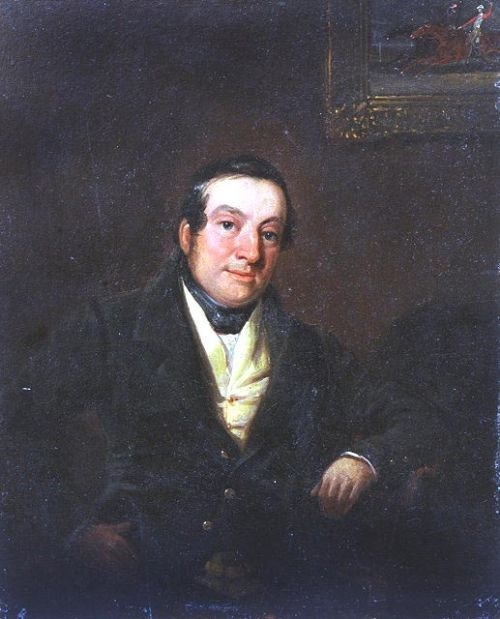
Harry Hall, Selbstporträt

Harry Hall (* 1816 in Cambridge; † 22. April 1882) war ein britischer Tiermaler, der sich auf Pferdeporträts spezialisierte.

## Leben
Möglicherweise wurde Harry Hall bei Abraham Cooper ausgebildet. 1838 stellte er erstmals in der Royal Academy of Arts aus. Damals zeigte er ein Porträt von Edward Wetherby, Esq. Lebte er zu dieser Zeit noch in St. John’s Wood (London), so wechselte er wohl in den frühen 1840er Jahren nach Newmarket und konzentrierte sich auf Tierdarstellungen. Er arbeitete für verschiedene Zeitschriften wie British Racehorses, The Sporting Review, The Field und The Illustrated London News und beschickte auch weiterhin die Ausstellungen der Royal Academy. Auch in der British Institution stellte er von 1847 bis 1866 immer wieder aus, ferner von 1839 bis 1875 in der Royal Society of British Artists. Insgesamt zeigte er dort 27 Bilder.
Über 40 Jahre seines Lebens arbeitete Hall in Newmarket; er nahm jedoch auch Aufträge im Ausland an. So reiste er noch in fortgeschrittenem Alter zu den Rennställen Lefevres bei Chantilly, wo er zahlreiche Pferde malte. Er starb an einem Schlaganfall über der Arbeit an einer Darstellung der Stute Lucetta des Prinzen Dimitri Soltykoff.
Nach dem Tod von John Frederick Herring senior (1795–1865) dürfte er der gefragteste Tierporträtist seiner Zeit gewesen sein. Insgesamt 114 Pferdeporträts wurden als Stiche im Sporting Magazine vervielfältigt. Sein Porträt des Pferdes Irish Birdcatcher befindet sich in der Sammlung des Baltimore Museum of Art; zahlreiche weitere Bilder Halls sind in Sammlungen rund um die Welt zu finden.

## Bilder

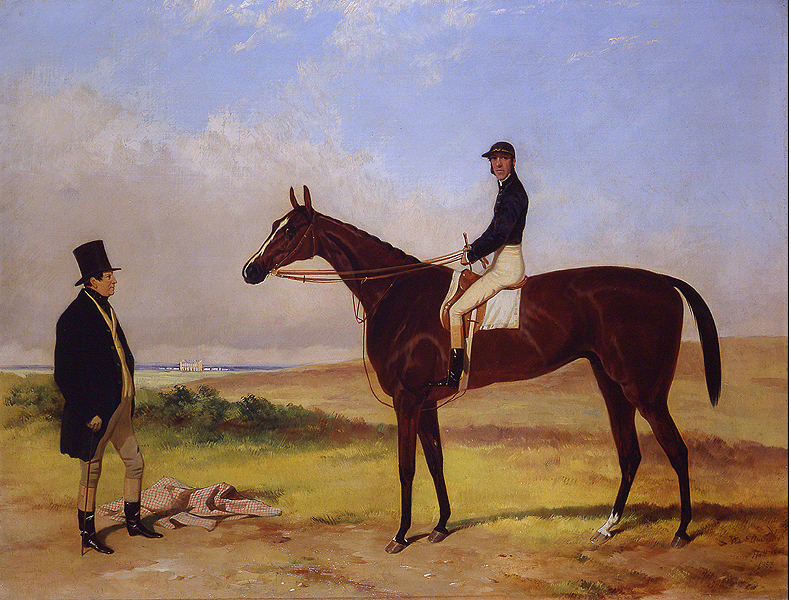
Triple-Crown-Gewinner West Australian, 1853
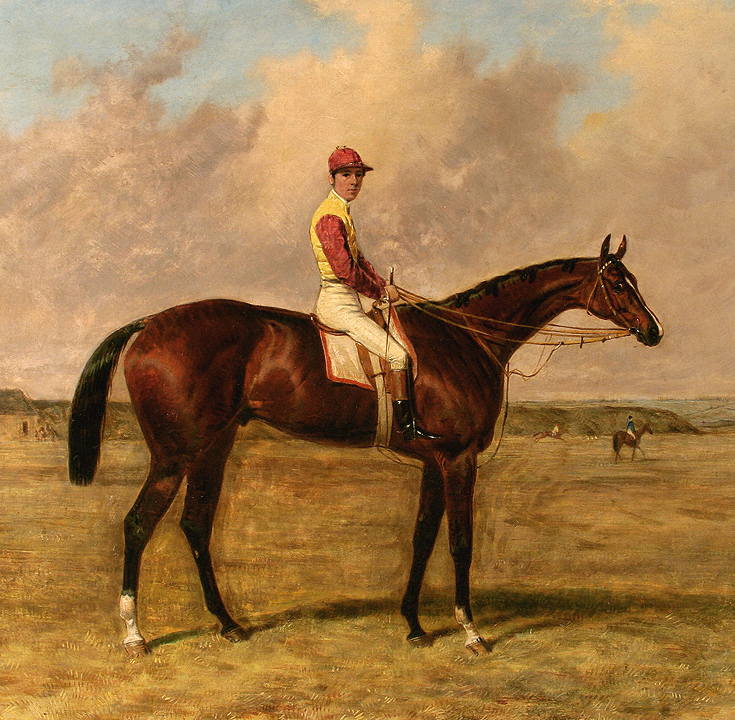
Fantastic, 1863
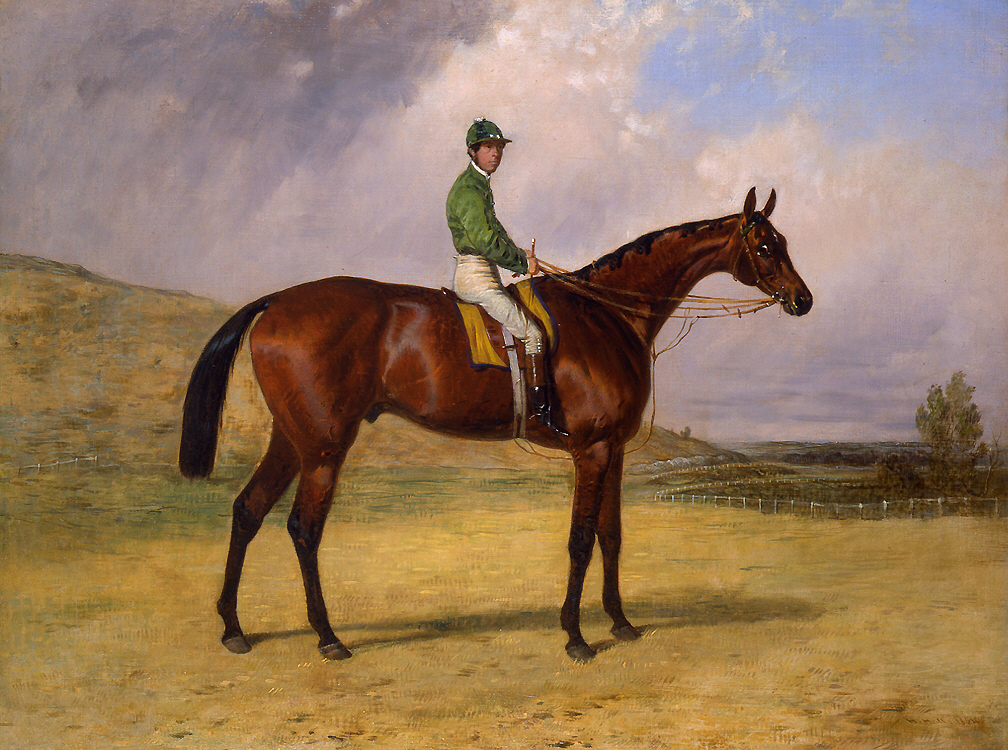
Prince Plausible aus dem Stall Gusztáv Batthyánys unter Jockey G. Fordham, 1860er Jahre
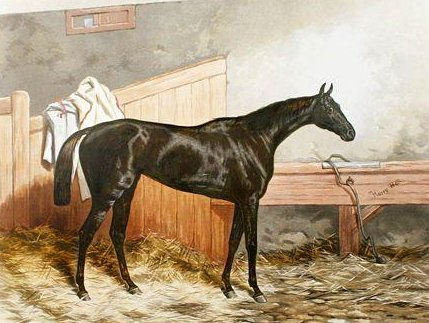
Formosa, Triple Crown Gewinnerin von 1868
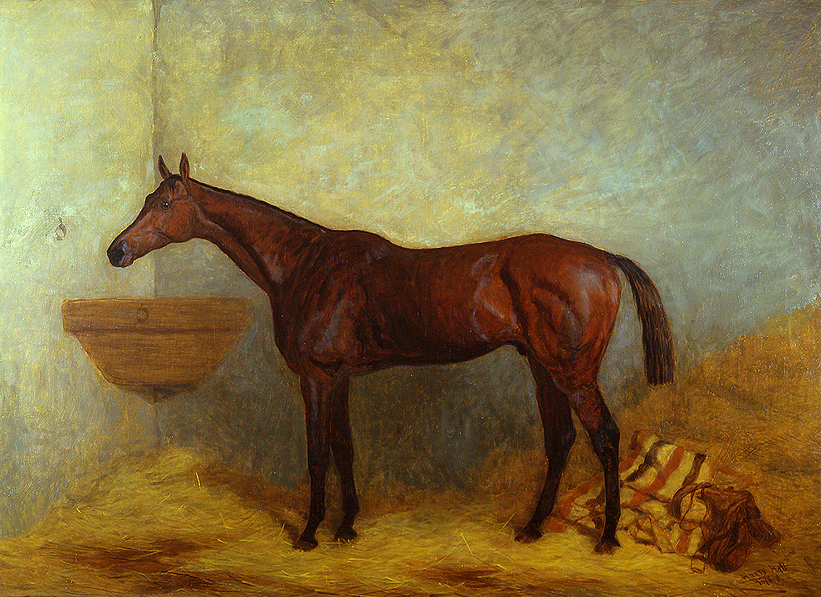
Isonomy, 1878/79